# 6669 Obi
6669 Obi (1994 JA1) là một tiểu hành tinh vành đai chính được phát hiện ngày 5 tháng 5 năm 1994 bởi K. Endate và K. Watanabe ở Kitami.